# Ilha Sable

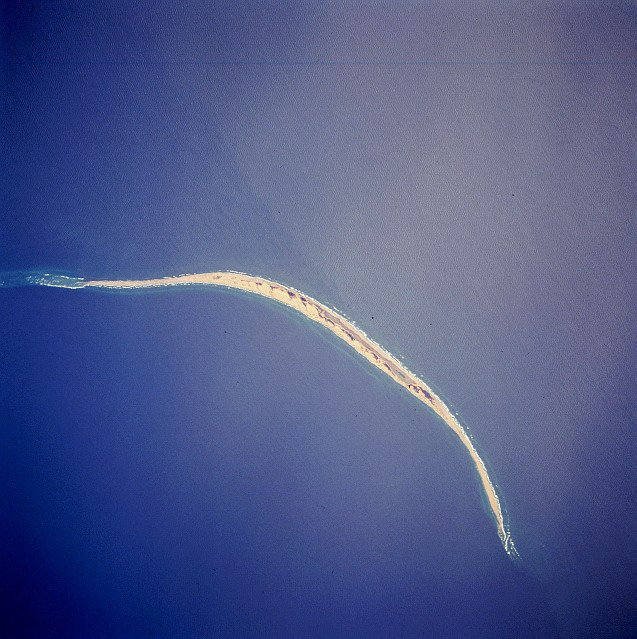
A ilha Sable vista do espaço (imagem obtida em Abril de 1994).

A Ilha Sable (em inglês Sable Island) é uma pequena ilha arenosa (daí o nome, derivado do francês sable, ou seja areia) com apenas 34 km² (3 400 ha) de superfície e uma forma de crescente com cerca de 42 km de comprimento por 1,5 km de largura máxima. A altitude máxima não ultrapassa os 30 m. A ilha está situada no Oceano Atlântico Noroeste, a cerca de 180 km ao largo da costa sueste da província canadiana da Nova Escócia, nas coordenadas geográficas 44º 00' e 60º 00' W (43° 55.9'N, 60° 01.3W no extremo oeste e 43°57.5'N, 59° 46.9'W no farol do extremo leste da ilha). O pronto mais próximo no continente é o Cabo Canso (Nova Escócia), sito 160 km para noroeste.
A ilha Sable não deve ser confundida com Cape Sable Island, uma povoação do sudoeste da Nova Escócia.

## Geografia
A ilha Sable é um longo cordão dunar assumindo a sua característica forma de crescente em resultado da constante migração das areias empurradas pelos ventos e palas correntes marinhas. Dos 42 km de comprimento que o cordão hoje tem, apenas 38 km correspondem a dunas relativamente fixas, sendo o restante composto por bancos de areia, geralmente emersos, sitos nos extremos da ilha.

### Origem
A ilha está situada  numa zona pouco profunda da plataforma continental, a cerca de 40 km do seu bordo, constituindo o extremo sul dos Grandes Bancos da Terra Nova. A sua forma e geologia, verdadeiramente incomuns para uma ilha oceânica, resultam da singularidade da sua génese: a ilha tem origem na presença sobre o bordo de uma plataforma continental pouco profunda de grande quantidade de areia e cascalho rolado, produto das enormes massas de material que foram arrastadas até àquela zona pela bordo dos glaciares que cobriram o continente norte-americano durante a última glaciação. Nesse contexto, o cordão dunar da ilha Sable tem a mesma natureza e origem de idênticas formações que se estendem ao longo da costa norte-americana, talvez as mais conhecidas das quais sejam Long Island, no extremo da qual se situa Manhattan e boa parte da cidade de New York, e a península de Cape Cod em Massachusetts.
Outro factor que contribui para a existência desta ilha oceânica de areia é a pouca profundidade do mar numa zona tão afastada da costa. Tal anomalia, resultado do prolongamento da plataforma continental até muito longe da costa, dá também origem aos Grandes Bancos e permite a exploração de hidrocarbonetos nos fundos contíguos à ilha (o bem conhecido e controverso Sable Offshore Energy Project). Esse prolongamento da crosta continental sob o oceano é também resultado da última idade do gelo: o peso dos glaciares levou ao afundamento eustático da massa continental, não se verificando um reequilibro suficientemente rápido para acompanhar a subida do nível do mar que resultou da fusão dos gelos. Em resultado, uma parte importante do bordo continental ficou submersa, criando a grande plataforma dos Grandes Bancos da Terra Nova e da Nova Escócia.
A ilha emerge de um vasto conjunto de bancos de areia, em constante mudança face à força das vagas e correntes, tornando a zona muito perigosa para a navegação. Tal abundância de areia, em conjugação com as correntes e com ha grande agitação marítima típica do Atlântico Noroeste naquelas latitudes, explicam a mutabilidade das costas da ilha e a sua persistência. A forma da ilha, e as suas dimensões, estão constantemente a ser reajustadas pelas correntes e pelas tempestades.

### Clima
A ilha situa-se a sotavento da grande massa continental canadiana na zona de confluência entre a corrente fria do Labrador e a corrente do Golfo, enquadramento que gera temperaturas fortemente contrastantes entre o ar e água. Deste contraste térmico resultam frequentes e persistentes nevoeiros, situação típica da região oceânica dos Grandes Bancos.
A influência da corrente do Golfo faz com que seja frequente durante o inverno registarem-se em Sable as temperaturas do ar mais altas do Canadá. Em geral as temperaturas de inverno oscilam entre os + 5 °C e os - 5 °C, com um mínimo registado de - 13 °C. Durante o verão, as temperaturas máximas chegam aos 25 °C.
O Atlântico Noroeste é frequentemente atravessado pelas grandes tempestades de inverno, que, dada a ausência de relevo que abrigue, provocam vendavais de grande intensidade. São frequentes os ventos rijos e gelados de nordeste (os nor'easters), associados às baixas pressões que emergem do continente norte-americano, com velocidades em geral superiores a 100 km/h e rajadas que chegam aos 150 km/h. No final do verão e no outono a ilha é por vezes atingida pelos restos dos furacões do Atlântico, que provocam grandes ventanias e intensa precipitação.
Durante o inverno os ventos dominantes são de noroeste, soprando com velocidades médias da ordem dos 35 km/h (aprox. 20 nós), rodando durante o verão para sudoeste, reduzindo-se a sua velocidade média para cerca de 15 km/h (10 nós).
Assim, o clima de Sable não é tão extremo como a sua latitude poderia fazer suspeitar, já que o oceano, e em particular a proximidade da corrente do Golfo, exerce sobre ele um poderosos efeito moderador.

### Fauna e flora
A ilha é na realidade uma sucessão de dunas baixas parcialmente recobertas por pastos de gramíneas resistentes ao sal e por outra vegetação rasteira. A zona vegetada corresponde a cerca de 40% da área da ilha, sendo a restante ocupada por extensões arenosas, praias e lagoas, já que a abundância da precipitação e a baixa evaporação, resultante das temperaturas moderadas e da saturação do ar, permitem a formação de múltiplas pequenas lagoas de água doce nas zonas mais deprimidas do cordão dunar.
A vegetação é dominada pelas herbáceas, não existindo árvores (apesar de diversas tentativas de arborizar a ilha para ajudar a fixar as dunas), sendo modelada pelo pastoreio dos cavalos existentes na ilha e pela mobilidade das areias. As comunidades de arbustos são comuns, mantendo uma grande diversidade florística. Estão recenseadas na ilha mais de 175 espécies vegetais, entre as quais 6 espécies de orquídea selvagem.
Na ilha existem cerca de 250 cavalos ferais, de raça pequena tipo garrano, resultantes, ao que parece, de cavalos de origem do Norte de Portugal, região da qual o seu primeiro descobridor europeu fazia parte , ou então confiscados aos acadianos durante a sua expulsão do Canadá e deixados na ilha por um mercador de Boston, Thomas Hancock (tio do político norte-americano John Hancock), que nunca regressou para os recolher, originando assim, depois de 300 anos de isolamento, a actual raça dos greenhorses de Sable.
No passado, a população de cavalos era mantida sob controle através da sua captura para uso nas minas de Cape Breton ou para venda ou abate. Nas últimas décadas os cavalos não têm sido perturbados, mas o governo federal canadiano, em alguns invernos mais rigorosos, já teve que mandar lançar de avião feno para evitar que os cavalos morressem de fome. Esta prática deixou de se fazer, numa tentativa de deixar os factores naturais controlar a população de cavalos, já que estes têm um profundo impacte sobre a vegetação e as restantes espécies que usam a ilha, havendo ecólogos que advogam o seu extermínio para devolver a ilha às suas condições naturais.
Para além de numerosas aves marinhas, que incluem o garajau-comum e o garajau-rosado (uma espécie ameaçada de extinção), a ilha têm populações residente de rolas do Árctico e de Passerculus sandwichensis princeps (conhecidos por Ipswich sparrows, uma subespécie que apenas nidifica na ilha). Mais de 330 espécies de aves já foram recenseadas na ilha.
As praias da ilha e os bancos de areia adjacentes são habitados por colónias de focas comuns e de focas cinzentas, que têm ali um dos seus territórios de reprodução mais protegidos. Também os leões marinhos da espécie Odobenus rosmarus, frequentam os mares e praias da ilha.
Foram identificadas mais de 600 espécies de invertebrados, incluindo alguns endemismos. Nas lagoas da ilha existe uma espécie endémica de esponja de água doce (Heteromeyenia macouni) de grande raridade.

## História

### Descobrimento e povoamento
A ilha Sable terá sido descoberta pelo navegador português João Álvares Fagundes que à cabeça de uma expedição destinada a reconhecer os Grandes Bancos e a costa fronteira, explorou aquela região nos anos de 1520 – 1521, embora existam numerosos relatos conflitantes sobre a primazia da descoberta.
Por estar situada numa zona de baixios, nevoeiros e tempestades frequentes, muito próximo da rota de grande círculo (ortodrómica) que liga as costas orientais da América do Norte ao noroeste europeu, e portanto numa zona do oceano muito navegada, a ilha Sable rapidamente se converteu num dos maiores cemitérios de navios do Mundo, com mais de 500 naufrágios registados e pelo menos 300 restos de navios nas suas costas e bancos adjacentes. Pelo menos um milhar de pessoas perderam a vida nas costas da ilha.
Para além de ocasionais náufragos e de um grupo de prisioneiros franceses abandonados na ilha durante alguns anos (a maior parte morreu de fome e doença), a ilha permaneceu desabitada durante até que, dada a frequência dos naufrágios, por volta de 1790 o governo britânico mandou instalar um farol na ilha, com uma estação de socorro a náufragos. Com esta instalação foi criado o primeiro estabelecimento permanente na ilha.
A partir de meados do século XIX a ilha passou a ter dois faróis, um em cada extremo da ilha, com as respectivas guarnições e suas famílias, situação que se manteve até à sua automatização em finais da década de 1970. A partir de 1864 passaram a ser feitas observações meteorológicas na ilha, levando à instalação de um complemento de pessoal técnico e de observadores, que ainda se mantém presente.
Também nos anos de 1920 a Companhia Marconi de radiotransmissão instalou uma estação de escuta e repetidora na ilha, mantendo nela um grupo de trabalhadores e seus familiares. A estação foi extinta e o serviço de telecomunicações costeiras automatizado.
O interesse pela ilha, e o seu valor como local de conservação da natureza fizeram com que ela obtivesse um estatuto especial na organização territorial do Canadá. Apesar de pertencer à Província da Nova Escócia, a constituição canadiana atribui ao governo federal particulares responsabilidades na ilha, as quais são exercidas pela Guarda Costeira e pelos Departamentos Canadianos do Ambiente e das Pescas e Oceanos.
A presença na vizinhança de uma importante área de exploração petrolífera e de gás natural, ligados por um oleoduto a terra, levou ao reforço da vigilância sobre a ilha e o mar circundante, competindo essa tarefa à Guarda Costeira.
Em matérias administrativas, apesar de situado a mais de 300 km de distância, a ilha Sable é considerada parte do município de Halifax, na Nova Escócia, e do respectivo círculo eleitoral.

### Utilização da ilha
A ilha Sable é uma reserva natural com acesso restrito, sendo os seus únicos habitantes os faroleiros e pessoal da Guarda Costeira canadiana e os observadores meteorológicos e cientistas empenhados em estudos atmosféricos ou de ecologia, biologia ou geologia da ilha e das águas circundantes.
A visita à ilha é condicionada desde 1801, sendo necessária autorização prévia da Guarda Costeira do Canadá. Por ano a ilha recebe apenas entre 50 a 100 visitantes (sem contar visitas em serviço). O único alojamento existente é a estação meteorológica.
A ilha tem sido utilizada como plataforma privilegiada para estudos de climatologia, meteorologia e de dispersão atmosférica de poluentes. Para este último fim, o facto da ilha se situar a sotavento do continente norte-americano permite a colheita de aerossóis e de gases transportados do continente, permitindo estudos de dispersão e de química atmosférica. Existe na ilha uma importante estação meteorológica e climatológica, denominada Sable Island Station, que é administrada pelo Meteorological Service of Canada (Environment Canada) e operada em permanência por equipas de observadores e cientistas.
A ilha também é utilizada como local de reabastecimento de emergência para helicópteros em rota entre o continente as plataformas petrolíferas existentes na zona. Também pode ser usada para apoio a helicópteros que executem operações de busca e salvamento a sul dos Grandes Bancos. Para tal existem dois heliportos e reservatórios de combustível. A ilha é também o ponto de evacuação dos trabalhadores do Sable Offshore Energy Project em caso de fogo ou outra emergência.

#### Habitante
A ilha Sable, território da Nova Escócia, Canadá, é a casa e o trabalho de uma mulher que dedicou os últimos 40 anos à descoberta científica. É o único ser humano que habita a ilha em permanência mas nunca se sente sozinha. Zoe Lucas tem 67 anos. Desses, passou 40 isolada numa ilha. Zoe era uma estudante de ourivesaria de 21 anos quando, em 1971, visitou pela primeira vez a ilha. Foi motivada pelos cavalos sem rédea e voltou para casa, na cidade canadiana de Halifax, a querer ser como eles. Cumpriu o sonho e voltou. Nunca mais saiu de lá.
Fez da ilha sua casa. No início, quando para lá foi, vivia num acampamento instalado no que restou de antigos edifícios. Hoje, desde que a ilha se tornou uma reserva do Parque Natural, vive numa casa de madeira branca, no meio das dunas, onde nada falta. Os carregamentos de comida são feitos semanalmente por barco.
Ao longo dos anos, Lucas desenvolveu vários projetos científicos. Recolheu crânios de cavalos para estudo dos cientistas do Canadá, faz uma recolha diária de lixo na margem do oceano para ajudar a identificar os níveis de poluição das águas atlânticas e ajuda ainda nas previsões meteorológicas do país.

## Outras informações
- Em 1901, o governo federal do Canadá plantou mais de 80 000 árvores na ilha numa tentativa de estabilizar o solo. Todas as árvores plantadas, com excepção de um pinheiro existente há 40 anos junto da estação meteorológica, morreram.
- A ilha Sable é mencionada no livro "The Perfect Storm" e uma visão ficcionada da ilha aparece no filme do mesmo nome.